# Termo genérico
Termo guarda-chuva, outras vezes chamado de termo cobertor, global ou genérico, é um lexema, uma palavra ou frase que designa um conjunto ou abrange um grupo de conceitos relacionados. Termos globais são conhecidos tecnicamente como hiperônimos. Um exemplo disso é a criptologia, termo que engloba criptoanálise e criptografia, entre outros campos. Além disso, uma "organização guarda-chuva" pode ser uma organização que é um órgão abrangente de coordenação e representação de uma série de órgãos separados menores.

## Exemplos
- Psicose, termo que designa ao menos nove diagnósticos diferentes, entre as que se inclui o transtorno bipolar, a esquizofrenia, paranoia, e outros.[2]
- Daltonismo, termo que designa a acromatopsia e as diversas formas de discromatopsia por igual.[3]
- Vénus paleolítica, estatuetas do período paleolítico superior com características em comum mas de origens diversas.
- Gênero não binário, termo que abarca identidades fora da binariedade de gênero, como agênero, bigênero e neutrois.[4]